# ヴェールブレック
ヴェールブレック (ドイツ語: Wehrbleck) は、ドイツ連邦共和国ニーダーザクセン州ディープホルツ郡のザムトゲマインデ・キルヒドルフに属す町村（以下、本項では便宜上「町」と記述する）で、人口は約800人である。

## 地理
この町には、ヴェールブレック・ドルフ、ヴェールブレッカー・ハイデ、ブーフホルスト、ノルトホルツ、ヌッテルン、シュトランゲの各地区が含まれる。町内をフレーテ川とアウエ川が流れている。
ミットレーレス・ヴィーティングスモーアは、広さ 298 ha の自然保護区である。広さ 710 ha のノイシュテッター泥湿地再生地区はヴァレルトヴェールブレックとにまたがっている。広さ 1599 ha のネルトリッヒェス・ヴィーティングスモーアは、そのごく一部がヴェールブレックに含まれる。

## 歴史
700年以上続いているこの町の町名は、古い貴族一門に由来する。

## 行政

### 議会
ヴェールブレックの町議会は、9議席で構成されている。

### 首長
ハインリヒ・シュヴェンカーは、2001年からヴェールブレックの名誉職の町長を務めている。
過去の町長:
- 1969年 - 1976年: ヴィルヘルム・ヘフナー
- 1976年 - 1981年: ヘルムート・ヴィンクラー
- 1981年 - 2001年: ジークフリート・ヴィッテ
- 2001年 - : ハインリヒ・シュヴェンカー

### 紋章
図柄: この町の紋章は、上部が緑地で5枚の葉をつけた金色のオークの木。下部は赤地に金色の犂の刃。紋章は2本の銀色の波帯で上下に分割されている。

## 文化と見所および社会資本
- 画工博物館はホーフ・ヴィッテの旧牛小屋にあり、画工マイスターのヴィルヘルム・ケスターによって運営されている[4]。
- ディープホルツ郡の消防技術センター (FTZ) 。災害救助車両数台がここに配備されている。
- スポーツクラブ SV ファルケ・フォン 1947。サッカー、バレーボール、ボクシング、卓球、ダンス、体操といった種目がある。